# 그레이스 (소설)
《그레이스》(영어: Alias Grace, 알리아스 그레이스)는 마거릿 애트우드의 1996년 장편 역사 소설이다. 1843년 캐나다에서 충격적인 살인 사건을 벌인 실존인물 그레이스 마크스의 심리를 파헤쳐 소설화한 작품이다. 그해 길러상을 수상했고 맨부커상 후보로 올랐다. 대한민국에는 민음사에서 이은선 번역으로 출간되었다.